# Provincia de Sivas
Sivas es una de las ochenta y una provincias de Turquía. Tiene una superficie de 28.448 km², que para efectos comparativos es similar a la de Albania. Su población es de 755.091 (2000).

## Distritos (ilçeler)
Provincia situada en el este de la península de Anatolia, en Turquía. Limita al oeste con la provincia de Yozgat, al suroeste con la provincia de Kayseri, al sur con la provincia de Kahramanmaras, al sureste con la provincia de Malatya, al este con la provincia de Erzincan, al noreste con la provincia de Giresun, y al norte con la provincia de Ordu. La capital es Sivas.